# Catochrysops vanwoerdeni
Catochrysops vanwoerdeni är en fjärilsart som beskrevs av Lambertus Johannes Toxopeus 1932. Catochrysops vanwoerdeni ingår i släktet Catochrysops och familjen juvelvingar. Inga underarter finns listade i Catalogue of Life.